# Colophryxus novangliae
Colophryxus novangliae är en kräftdjursart som beskrevs av Richardson 1908. Colophryxus novangliae ingår i släktet Colophryxus och familjen Dajidae. Inga underarter finns listade i Catalogue of Life.